# Peter Donald
Peter Donald (ur. 6 czerwca 1918 w Bristolu, zm. 20 kwietnia 1979) – amerykański aktor telewizyjny pochodzenia brytyjskiego.

## Wyróżnienia
Posiada swoją gwiazdę na Hollywoodzkiej Alei Gwiazd.